# Willem Vogel (1920-2010)
Willem Vogel (Amsterdam, 2 mei 1920 - Amstelveen, 7 oktober 2010) was een Nederlandse cantor, organist en componist van protestantse kerkmuziek.
Willem Vogel volgde verschillende muzikale opleidingen. Hij studeerde orgel bij Albert de Klerk, compositie bij Jan Koetsier en koordirectie bij Jaap Spaanderman. Van net voor de Tweede Wereldoorlog (1939) tot net na de Tweede Wereldoorlog was Vogel organist in Amstelveen. In 1946 werd hij organist en later cantor van de Hervormde Emmakerk in Watergraafsmeer. Tussen 1961 en 1973 was hij cantor en organist van de Nieuwezijds Kapel in Amsterdam. De cantorij die hij daar vormde ging in 1973 over naar de Oude Kerk en heette sindsdien Sweelinck-cantorij. Vogel was tot op hoge leeftijd (1996) als cantor aan deze kerk verbonden, en was tussen 1977 en 2002 ook nog organist van deze kerk.
In het Liedboek voor de Kerken uit 1973 en het Liedboek - zingen en bidden in huis en kerk uit 2013, bundels die in veel protestantse kerken in Nederland worden gebruikt, staan respectievelijk 20 en 60 door hem gecomponeerde gezangen. In de officiële katholieke bundel Gezangen voor Liturgie staan van zijn hand drie onberijmde psalmen (vertaald door Ida Gerhardt en Maria van der Zeyde), vier vaste gezangen en elf liederen, o.a. op teksten van Huub Oosterhuis, Muus Jacobse en Willem Barnard.
In de sindsdien uitgekomen reeks Zingend geloven (deel 1 tot 8) is het componeertalent van Vogel verder tot ontplooiing gekomen en ook ingewikkelder geworden.
In 2004 kwam Vogel in contact met de organisatoren van de Willibrordusvespers in Haringhuizen. Hieruit kwam voort, dat Vogel tussen 2004 en 2008 een achttal gedichten toonzette. Te weten (chronologisch): 'De moerbeitoppen ruischten' van Nicolaas Beets, 'Voorbij' van Carel Steven Adama van Scheltema, 'Zeven maal om de aarde te gaan' en 'Het andere land' van Ida Gerhardt, 'Avondgebed', 'Stilte', 'Verlangen' en 'Bede' van Adama van Scheltema. 'Bede' was in mei 2008 het laatste van zijn hand.
Bij gelegenheid van zijn tachtigste verjaardag beschreef hij in Trouw zijn composities bescheiden als een vorm van scheppen omdat er nog niets was. Vogel bleef zijn hervormde achtergrond muzikaal trouw, maar hij voerde onmiskenbaar 'katholieke' elementen toe, zoals het keervers, de antifoon, de 'vaste gezangen'. Daarnaast geldt hij als de Nederlandse 'vader' van (korte) koormotetten bedoeld voor de zondagse liturgie die evangelielezingen door het gehele kerkelijke jaar volgen, Vogels zogeheten Evangeliemotetten.
Met zijn cantorij, toen een echte nieuwigheid in protestants Nederland, kon Vogel in zijn muziek een onderscheid maken tussen zijn amateur-zanggroep die wekelijks kwam oefenen en de gemeente; zijn kunst was die twee te vervlechten.
In 1984 werd Willem Vogel voor zijn werk geëerd met de Spaanprijs.

## Willem Vogelprijs
In 2018 werd de Willem Vogelprijs in het leven geroepen. Een tweejaarlijkse prijs die de nagedachtenis van de kerkmusicus levend wil houden. De prijs bestaat uit een geldbedrag van 1500 euro.
- 2018 - Aart de Kort
- 2020 - Wouter van Belle

- Digitale Bibliotheek voor de Nederlandse Letteren: voge071
- Gemeinsame Normdatei: 135175992
- International Standard Name Identifier: 0000 0000 7880 4368
- Library of Congress Control Number: no2001075252
- Nationale Bibliotheek van Letland: 000046729
- Nederlandse Thesaurus van Auteursnamen: 073752231
- Virtual International Authority File: 80010744